# Mike Kellin
Mike Kellin, de son vrai nom Myron Kellin, est un acteur américain né le 26 avril 1922 à Hartford, dans le Connecticut, et mort d'un cancer le 26 août 1983 à Nyack, New York (États-Unis).

## Biographie
Il est né de parents immigrés juifs russes. Il a servi dans la marine pendant la Seconde Guerre mondiale.
Mike Kellin a été un acteur complet, il a fait ses débuts à Broadway en 1949 dans At War With the Army et a par la suite gagné une nomination pour un Tony en 1956 avec Pipe Dream. Il a joué dans environ cinquante films et a gagné un Obie Award pour son rôle dans American Buffalo.
Mike Kellin était marié à l'actrice Sally Moffet, fille de Sylvia Field. Il était également en activité dans la société de fortune, groupe des droits d'un prisonnier. Il est mort en 1983 à l'âge de 61 ans.
Son rôle le plus marquant restera celui du père de Brad Davis dans le film Midnight Express.

## Filmographie
- 1950 : So Young So Bad : Carrousel Operator
- 1950 : Le Soldat récalcitrant (At War with the Army) : Sgt. McVey
- 1952 : Maître après le diable (Hurricane Smith) : Dicer
- 1953 : Bonino (série télévisée) : Rusty
- 1954 : Honestly, Celeste! (série télévisée) : Marty Gordon
- 1958 : Cœurs brisés (Lonelyhearts) : Frank Goldsmith
- 1959 : L'Aventurier du Rio Grande (The Wonderful Country) : Pancho Gil
- 1959 : Les Incorruptibles,  La Loi de la Mafia, la dame aux oiseaux
- 1960 : Le Commando de destruction (The Mountain Road) : Prince
- 1960 : Le Rafiot héroïque (The Wackiest Ship in the Army) : Chief Mate Jack MacCarthy
- 1961 : The Great Impostor : Clifford Thompson (prisoner in maximum security section)
- 1962 : L'enfer est pour les héros (Hell Is for Heroes) : Pvt. Kolinsky
- 1964 : Le Mercenaire de minuit (Invitation to a Gunfighter) : Blind Union vet
- 1965 : Combat! (série télévisée / épisode Losers Cry Deal) : Jackson
- 1965 : The Wackiest Ship in the Army (série télévisée) : CPO Willie Miller (unknown episodes)
- 1967 : L'incident (The Incident) : Harry Purvis
- 1967 : Banning : Harry Kalielle
- 1968 : L'Étrangleur de Boston (The Boston Strangler) de Richard Fleischer : Julian Soshnick
- 1969 : La Mutinerie (Riot) de Buzz Kulik : Bugsy
- 1969 : The Maltese Bippy
- 1970 : A Clear and Present Danger (TV) : Prof. Duke
- 1970 : The Phynx (en) : Bogey
- 1970 : The People Next Door : Dr Margolin
- 1970 : Cover Me Babe : Derelict
- 1971 : Fools' Parade : Steve Mystic
- 1972 : Assignment: Munich (TV) : Gus
- 1972 : The Catcher (TV) : Mike Keller
- 1973 : Manhattan poursuite (The Connection) (TV) : Pillo
- 1973 : Nightside (TV) : Aram Bessoyggian
- 1974 : Paradise Lost (TV) : Sam
- 1974 : The Last Porno Flick
- 1974 : Les Anges gardiens (Freebie and the Bean) : Lt. Rosen
- 1975 : The Tenth Level (en) (TV) : Mancuso
- 1975 : The Art of Crime (TV) : Kore
- 1976 : Next Stop, Greenwich Village : Ben Lapinsky
- 1976 : Meurtres sous contrôle (God Told Me To) : Deputy Police Commissioner
- 1977 : A Very Special Place (TV)
- 1977 : Seventh Avenue (feuilleton TV) : Morris Blackman
- 1978 : Girlfriends de Claudia Weill : Abe
- 1978 : Midnight Express : Mr Hayes
- 1978 : QHS (On the Yard) : Red
- 1980 : Battles: The Murder That Wouldn't Die (TV) : Capt. Ames
- 1980 : F.D.R.: The Last Year (TV) : Andre Gromyko
- 1980 : The Jazz Singer de Richard Fleischer : Leo
- 1981 : Les Fesses à l'air (So Fine) : Sam Schlotzman
- 1981 : Paternity : Tour Guide
- 1981 : Survivance (Just Before Dawn) : Ty
- 1982 : Le Trésor d'Al Capone (Terror at Alcatraz) (TV) : Roger Whitmore
- 1983 : Echoes : Sid Berman
- 1983 : Massacre au camp d'été (Sleepaway Camp) : Mel